# Azúcar Moreno
Azúcar Moreno (Spaans voor "bruine suiker") is een Spaans duo dat popmuziek maakt met flamenco-invloeden.

## Biografie
Het duo, bestaande uit de zussen Toñi (14 maart 1963) en Encarna Salazar (10 januari 1961), is vooral bekend in de Spaanstalige landen van de wereld. Tot halverwege de jaren '80 van de twintigste eeuw zongen ze in het achtergrondorkest van hun broers, tot ze als zangeressen ontdekt werden. Azúcar Moreno heeft grote hits gehad met Devórame otra vez, Bandido, Solo se vive, Mambo, Torero! en Mi Ritmo.
In 1990 vertegenwoordigden ze hun thuisland Spanje op het Eurovisiesongfestival en werden ze vijfde. Ze waren die avond als eerste aan de beurt en hadden de pech dat hun geluidsband aanvankelijk niet aan stond, maar kregen de kans om hun nummer alsnog volledig te doen.
In 2006 werden ze weer gevraagd om mee te doen aan het Eurovisiesongfestival, maar hun nummer Bailando con Lola - een postuum eerbetoon aan de Spaanse zangeres, danseres en actrice Lola Flores - werd te flamenco-achtig bevonden; de keuze viel uiteindelijk op Las Ketchup.
Eind 2007 trok het duo zich tijdelijk terug uit de muziekwereld omdat Encarna Salazar in behandeling ging voor borstkanker. Een jaar later was ze hersteld, maar het zou tot 2013 duren voor de zussen weer samen kwamen; ze waren gastjuryleden in het televisieprogramma Tu Cara Me Suena (een soort Sterrenplaybackshow) en werden geïmiteerd door hun broers Los Chunguitos. Antonia verscheen als eerste, daarna kwam Encarna als verrassing uit een doos tevoorschijn. Na elkaar te hebben geknuffeld kondigden de zussen een comeback aan en dat ze hun ruzies hadden bijgelegd.
Een nieuw album, El secreto, kwam uit in 2020.
In januari 2022 namen zijn deel aan de Spaanse preselectie van het Eurovisiesongfestival ('Benidorm Fest') dat gehouden werd in Benidorm met het liedje “Postureo”. Met dat nummer bereikten de zussen de finale van de preselectie niet, en kwam er geen comeback van de zussen op Het Eurovisiesongfestival dat doorgaat in Turijn-Italië.
In 2022 werd het nummer waarmee zij in 1990 deelnamen aan het Eurovisiesongfestival gebruikt in de Australische film Of an age.
1961: Conchita Bautista · 
1962: Víctor Balaguer · 
1963: José Guardiola · 
1964: Tim, Nelly & Tony · 
1965: Conchita Bautista · 
1966: Raphael · 
1967: Raphael · 
1968: Massiel · 
1969: Salomé · 
1970: Julio Iglesias · 
1971: Karina · 
1972: Jaime Morey · 
1973: Mocedades · 
1974: Peret · 
1975: Sergio & Estíbaliz · 
1976: Braulio · 
1977: Micky · 
1978: José Vélez · 
1979: Betty Missiego · 
1980: Trigo Limpio · 
1981: Bacchelli · 
1982: Lucía · 
1983: Remedios Amaya · 
1984: Bravo · 
1985: Paloma San Basilio · 
1986: Cadillac · 
1987: Patricia Kraus · 
1988: La Década · 
1989: Nina · 
1990: Azúcar Moreno · 
1991: Sergio Dalma · 
1992: Serafín Zubiri · 
1993: Eva Santamaría · 
1994: Alejandro Abad · 
1995: Anabel Conde · 
1996: Antonio Carbonell · 
1997: Marcos Llunas · 
1998: Mikel Herzog · 
1999: Lydia · 
2000: Serafín Zubiri · 
2001: David Civera · 
2002: Rosa · 
2003: Beth · 
2004: Ramón · 
2005: Son de Sol · 
2006: Las Ketchup · 
2007: D'Nash · 
2008: Rodolfo Chikilicuatre · 
2009: Soraya · 
2010: Daniel Diges · 
2011: Lucía Pérez · 
2012: Pastora Soler · 
2013: El Sueño de Morfeo · 
2014: Ruth Lorenzo · 
2015: Edurne · 
2016: Barei · 
2017: Manel Navarro · 
2018: Alfred & Amaia · 
2019: Miki · 
2021: Blas Cantó · 
2022: Chanel · 
2023: Blanca Paloma · 
2024: Nebulossa · 
2025: Melody
- Biblioteca Nacional de España: XX116651
- Bibliothèque nationale de France: cb13942331j (data)
- International Standard Name Identifier: 0000 0001 1092 6411
- Library of Congress Control Number: n91107608
- MusicBrainz: 6673a67c-3281-4629-b08b-b9bf8db2384c
- Nationale Bibliotheek van Israël: 987009848967305171
- Virtual International Authority File: 157893140